# Баунтифъл
Баунтифъл (на английски: Bountiful) е град в окръг Дейвис, щата Юта, САЩ. Баунтифъл е с население от 41 301 жители (2000) и обща площ от 34,9 km². Намира се на 1462 m надморска височина. ЗИП кодът му е 84010 – 84011, а телефонният му код е 385, 801.